# Pontifício Conselho para a Família
O Pontifício Conselho para a Família (Pontificium Consilium pro Familia) foi instituido pelo Papa João Paulo II com o Motu Próprio Familia a Deo Instituta em 1981, substituindo o Comitê para a Família, que foi criado por Paulo VI, em 1973.
O Conselho é responsável pela promoção do ministério pastoral e o apostolado da família, em aplicação dos ensinamentos e das orientações do magistério eclesiástico, de modo que as famílias cristãs sejam auxiliadas a cumprir a missão educativa e apostólica da qual são chamadas.
Ajuda a promover o cuidado pastoral das famílias, favorece os seus direitos e a sua dignidade na Igreja e na sociedade civil, a fim de que possam desempenhar cada vez melhor as suas próprias funções. 
O Pontifício Conselho cuida do aprofundamento da doutrina sobre a família e da sua divulgação mediante uma catequese adequada: favorece de modo particular os estudos sobre a espiritualidade do matrimônio e da família. 
Preocupa-se por que, em pleno entendimento com os Bispos e os seus organismos, sejam exatamente conhecidas as condições humanas e sociais da instituição familiar nas diversas regiões, e, de igual modo, por que sejam divulgadas as iniciativas que ajudam a pastoral familiar. 
Esforça-se por que sejam reconhecidos e defendidos os direitos da família, também na vida social e política; e por isso sustém e coordena as iniciativas em defesa da vida humana desde a sua concepção até o seu ocaso natural, e em favor da procriação responsável. 

## Encontro Mundial das Famílias
Este dicastério promove e organiza os encontros mundiais do Papa com as famílias, desde 1994, Ano Internacional da Família.
- I Encontro Mundial das Famílias (1994): Roma - Itália;
- II Encontro Mundial das Famílias (1997): Rio de Janeiro - Brasil;
- III Encontro Mundial das Famílias (2000): Roma - Itália: encontro realizado no contexto do Grande Jubileu;
- IV Encontro Mundial das Famílias (2003): Manila - Filipinas;
- V Encontro Mundial das Famílias (2006): Valência - Espanha;
- VI Encontro Mundial das Famílias (2009): Cidade do México - México.
- VII Encontro Mundial das Famílias (2012): Milão - Itália.
- VIII Encontro Mundial das Famílias (2015): Filadélfia - Estados Unidos.
- IX Encontro Mundial das Famílias (2018): Dublin - Irlanda.

## Presidentes
|             | Nome                           | Período     | Notas              |
| Presidentes | Presidentes                    | Presidentes | Presidentes        |
| ----------- | ------------------------------ | ----------- | ------------------ |
| 7º          | Dom Vicenzo Paglia             | 2012-2016   |                    |
| 6º          | Ennio Cardeal Antonelli        | 2008-2012   | Presidente Emérito |
| 5º          | Alfonso Cardeal López Trujillo | 1990-2008   |                    |
| 4º          | Edouard Cardeal Gagnon, PSS    | 1983-1990   |                    |
| 3º          | James Robert Cardeal Knox      | 1981-1983   |                    |
| 2º          | Opilio Cardeal Rossi           | 1976-1981   |                    |
| 1º          | Maurice Cardeal Roy            | 1973-1976   |                    |